# Irina Gajdamačuková
Irina Viktorovna Gajdamačuková (nepřechýleně Gajdamačuk; rusky Ирина Викторовна Гайдамачук; * 1972, Ňagaň) je ruská sériová vražedkyně, která v letech 2002 až 2010 zabila 17 starých žen ve Sverdlovské oblasti.

## Život
Gajdamačuková se narodila v roce 1972 ve městě Ňagaň v Chantymansijském autonomním okruhu – Jugra. V mladém věku se stala závislou na alkoholu a její rodiče byli následně zbaveni rodičovských práv. Začátkem 90. let se přestěhovala do Krasnoufimsku ve Sverdlovské oblasti, kde se seznámila se svým manželem Jurijem, se kterým měla později dvě děti. Alkoholismus Gajdamačukové byl tak extrémní, že Jurij jí údajně odmítl dávat peníze ze strachu, že je utratí za alkohol.

### Vraždy
V roce 2002 začala Gajdamačuková vraždit starší ženy v okolí Sverdlovské oblasti kvůli zisku peněz, které potřebovala pro nákupy alkoholu. Předstírala, že je sociální pracovnicí, aby získala přístup do domovů žen. Tam je pak zabila sekerou nebo kladivem a oběti následně okradla o veškeré peníze, které našla. Gajdamačuková také někdy domy svých obětí zapalovala, čímž se pokoušela zakrýt stopy svých činů. Někdy se pokoušela o to, aby požár vypadal jako nehoda.
Policie předpokládala, že pachatelem vražd je jeden člověk, avšak vyšetřování postupovalo pomalu. Zatkla sice jednu podezřelou ženu, která se dokonce doznala, že zabíjela starší lidi, nicméně později se ukázalo, že se přiznala pod nátlakem.

### Dopadení
Většina zločinů byla spáchána v Krasnoufimsku, kde Gajdamačuková žila, některé byly spáchány v Jekatěrinburgu, Serově, Ačitu a Družininu. V roce 2010 se Gajdamačuková pokusila zabít další starší ženu, která ale dokázala uprchnout. Napadená žena popsala útok a její svědectví, že pachatelkou byla žena se ukázalo jako zásadní vodítko, protože policie dosud předpokládala, že vrahem byl nejspíše muž (pro krutost, s níž byly zločiny spáchány). Její poslední obětí byla jednaosmdesátiletá Anna Povaricynová. Gajdamačukovou viděli sousedé této oběti odcházet z domu v době vraždy. Poté, co od nich policie získala informace a vytvořila portrétní podobu pachatelky, byla Gajdamačuková zatčena a následně se k vraždám přiznala.
Gajdamačuková uvedla, že spáchala loupežné vraždy, aby zaplatila za vodku a ukojila tak svou závislost na alkoholu, protože její manžel jí odmítl dávat peníze. V únoru roku 2012 bylo v Jekatěrinburgu zahájeno soudní řízení. Gajdamačuková se přiznala k činům během předběžného vyšetřování, ale během dalšího soudního řízení to opět popřela. Forenzní psychiatrické vyšetření ukázalo, že i když Gajdamačuková vykazovala určité duševní onemocnění, byla v době vražd zcela příčetná. V červnu roku 2012 byla obviněna ze 17 vražd a jednoho pokusu o vraždu a byla odsouzena k 20 letům vězení. 25 let je nejvyšší sazba, kterou může žena v Rusku dostat, soudce nicméně přihlédl k jistým polehčujícím okolnostem (vražedkyně je matkou) a o 5 let tedy maximální možný rozsudek snížil. To vyvolalo určitou nevoli u některých pozůstalých.